# Miasto smutku
Miasto smutku (悲情城市 Bēiqíng chéngshì) – tajwańsko-hongkoński dramat historyczny z 1989 roku w reżyserii Hou Hsiao-hsiena.
Film opowiada historię rodziny uwikłanej w rządy „białego terroru” narzucone przez rząd Kuomintangu po emigracji z Chin kontynentalnych pod koniec lat 40. XX wieku. Podczas „białego terroru” tysiące Tajwańczyków i niedawnych emigrantów z kontynentu zostało zatrzymanych, rozstrzelanych bądź uwięzionych. Był to pierwszy film, który otwarcie opowiadał o autorytarnych rządach Kuomintangu po przejęciu w 1945 roku Tajwanu, który został przywrócony Chinom po klęsce Japonii w II wojnie światowej, a także pierwszy, w którym przedstawiono incydent 28 lutego 1947 roku, kiedy tysiące ludzi zostało zamordowanych przez Kuomintang.
Miasto smutku było pierwszym tajwańskim filmem, który zdobył nagrodę Złotego Lwa na MFF w Wenecji i jest często uznawane za arcydzieło Hou.